# Нераж (Житомирская область)
Нераж (укр. Нераж) — село на Украине, основано в 1627 году, находится в Черняховском районе Житомирской области.
Код КОАТУУ — 1825683603. Население по переписи 2001 года составляет 136 человек. Почтовый индекс — 12311. Телефонный код — 4134. Занимает площадь 0,731 км².

## Адрес местного совета
12311, Житомирская область, Черняховский р-н, с. Жадьки, ул. Первомайская, 4